# Heliconius neustetteri
Heliconius neustetteri är en fjärilsart som beskrevs av Riffarth 1908. Heliconius neustetteri ingår i släktet Heliconius och familjen praktfjärilar. Inga underarter finns listade i Catalogue of Life.